# Asier del Horno
Asier del Horno Cosgaya (* 19. Januar 1981 in Barakaldo) ist ein ehemaliger spanischer Fußballspieler.

## Karriere

### Verein
Asier del Horno stammt aus Barakaldo im Baskenland, durchlief sämtliche Jugendmannschaften des baskischen Vorzeigeklubs Athletic Bilbao und debütierte am 9. September 2000 in der ersten Mannschaft.
Im Juli 2005 wechselte der spiel- und kampfstarke Linksverteidiger für zwölf Millionen Euro zum englischen Klub FC Chelsea nach London. Gleich in seiner ersten Saison gewann er die englische Meisterschaft und den englischen Ligapokal.
Nur ein Jahr später verließ del Horno Chelsea wieder und wechselte zurück nach Spanien zum FC Valencia. Er unterschrieb einen Sechsjahresvertrag und kostete wiederum zwölf Millionen Euro. In seiner ersten Saison hatte er mit Verletzungen zu kämpfen, so dass er nur sechs Spiele bestreiten konnte. Zur Saison 2007/08 wechselte del Horno zunächst auf Leihbasis zurück zu seinem Stammverein Athletic Bilbao. Bis zum Ende der Saison besaß der Klub zudem eine Kaufoption in Höhe von drei Millionen Euro. In Bilbao wurden große Hoffnungen in del Horno gesetzt, sollte er doch die in den letzten beiden Saisons akute Abwehrschwäche beheben.
Da Athletic Bilbao mit seinen Leistungen nicht zufrieden war, wurde die Kaufoption nicht gezogen. Deswegen musste der gebürtige Baske wieder zum FC Valencia zurück, wo er nur sehr selten zum Einsatz kam. Am 30. Januar 2010 wechselte er für das Ende der Saison 2009/10 auf Leihbasis zu Real Valladolid.
Für die Saison 2010/11 war er an UD Levante verliehen.

### Nationalmannschaft
Seit dem 3. September 2004, als er gegen Schottland debütierte, spielte del Horno auf der linken Außenbahn im Dress der spanischen Nationalmannschaft. Er bestritt zehn Länderspiele und stand ursprünglich auch im Kader für die WM 2006 in Deutschland. Eine Verletzung zwang ihn jedoch zur Absage der Teilnahme. Für ihn wurde Mariano Andrés Pernía nachnominiert. Seit seiner Verletzung bestritt er kein Spiel mehr für die spanische Nationalelf.

## Erfolge
- Englischer Meister: 2005/06
- Englischer Ligapokalsieger: 2005